# Tabuleta de Cortona

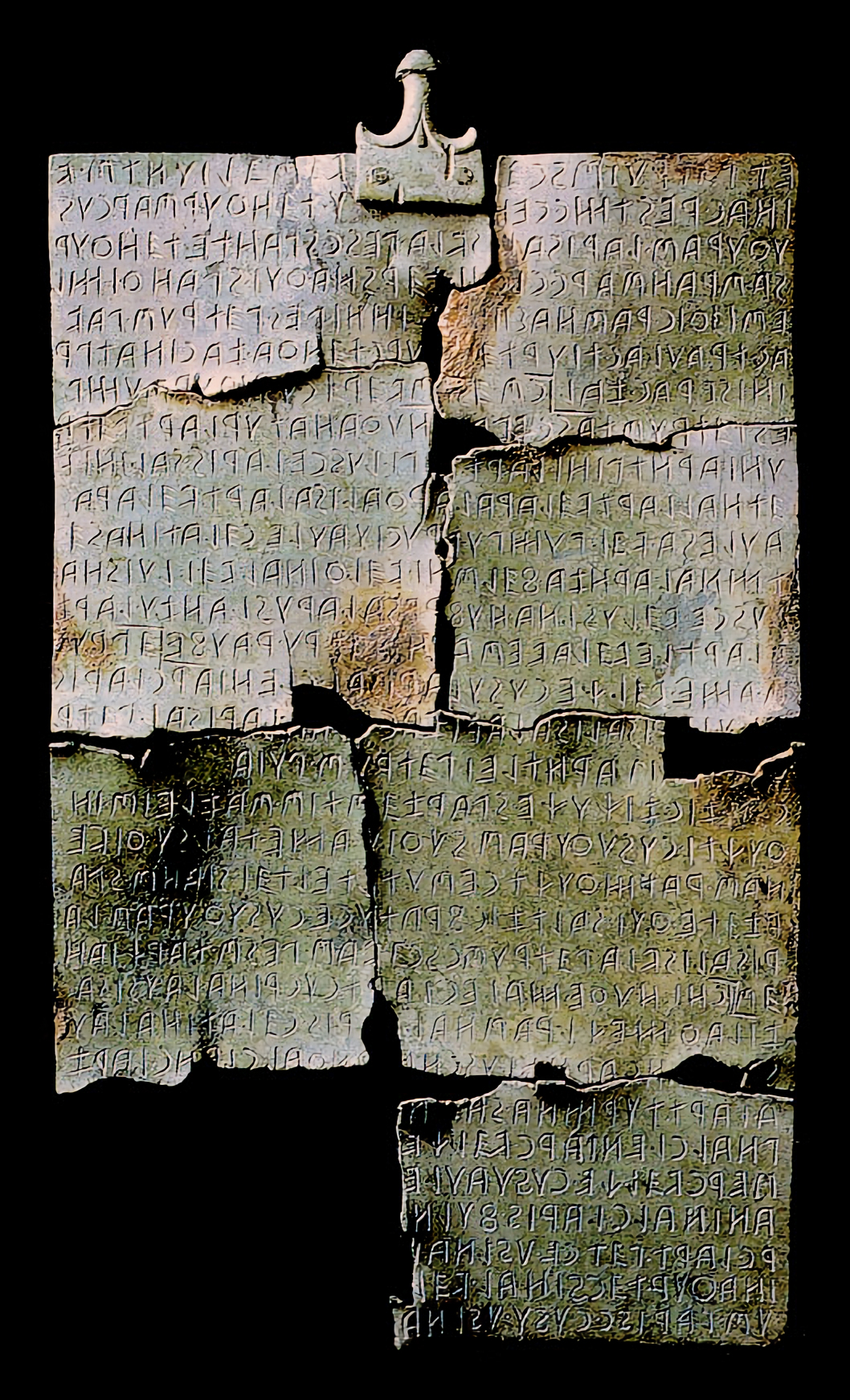
Tabula Cortonensis

Tabuleta de Cortona (Tabula Cortonensis) é uma escritura descoberta em 1992, em Cortona, na Itália. Feita sobre placa de bronze, de aproximadamente 50 cm por 30 cm, com inscrições na face e na parte superior do verso. Sua autoria é desconhecida e deve datar por volta de 200 a.C. A tabuleta foi encontrada quebrada em vários pedaços, dos quais somente sete foram encontrados. Acredita-se que a porção que falta só possuía nomes, e não mais detalhes da transação realizada.
Com 206 palavras, a tabuleta contém o terceiro maior texto etrusco conhecido em número de linhas.

## Interpretação
Acredita-se que a tabuleta seja um contrato sobre a divisão de uma herança ou a venda de terras, onde existiam uma vinha e um olival situado perto do lago Trasimeno, com uma lista de nomes próprios que, provavelmente, representam os vendedores, os compradores, as testemunhas e os fiadores. 
Na inscrição, consta a expressão cen zic zichuche, que se traduz por "este texto foi escrito" - fórmula utilizada em ata notarial. Há, ainda, o registro de um magistrado, zilath mechl rasnal, que significa "pretor da liga etrusca.